# Nadeschda Alexandrowna Bobrinskaja

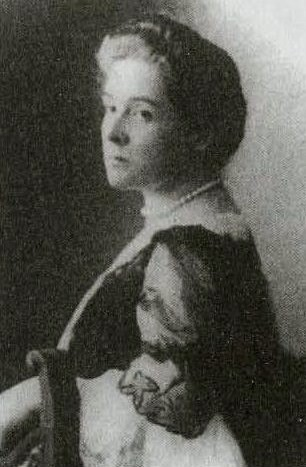
Nadeschda Alexandrowna Bobrinskaja

Gräfin Nadeschda Alexandrowna Bobrinskaja, geboren Polowzowa, (russisch Надежда Александровна Бобринская, урожд. Половцова; * 15. Maijul. / 27. Mai 1865greg. in Zarskoje Selo, Gouvernement Sankt Petersburg; † 20. März 1920 in Fort-Alexandrowski, Autonome Sozialistische Sowjetrepublik Turkestan) war eine der ersten russischen Astronominnen.

## Leben
Bobrinskajas Eltern waren der Senator Alexander Polowzow (1832–1909) und seine Frau Nadeschda Polowzowa (1843–1908), uneheliche Tochter des Großfürsten Michael Pawlowitsch (1798–1849) und Schwester des Diplomaten Alexander Polowzow der Jüngere (1867–1944) und des Generalleutnants Pjotr Polowzow (1874–1964), die einen erheblichen Teil des  Vermögens ihres Adoptivvaters Baron Alexander von Stieglitz (1814–1884) erbte.
Im Februar 1883 heiratete Bobrinskaja den Staatsbeamten und späteren Senator Graf Alexei Bobrinski (1852–1927). Sie bekam vier Töchter und einen Sohn. Ihre vierte Tochter Sofja wurde eine der ersten russischen Pilotinnen. Ab 1900 lebte Bobrinskaja getrennt von ihrem Mann. Im März 1906 wurde die Ehe mit Ukas des Heiligen Synods aufgelöst und eine künftige neue Ehe erlaubt.
Neben dem Leben in der Familie widmete sich Bobrinskaja der Arbeit im Pulkowo-Observatorium bei St. Petersburg. Ihre Untersuchung des Kugelsternhaufens C. G. 4294 = NGC 6341 = Messier 92 erschien 1895. Sie beobachtete den 1875 von Leopold Schulhof entdeckten Asteroiden (147) Protogeneia, dessen Ephemeriden sie 1897 veröffentlichte. Mit ihren Beobachtungen des 1890 von Auguste Charlois entdeckten Asteroiden (300) Geraldina konnte sie 1901 die Daten der Umlaufbahn korrigieren.
Während des Japanischen Angriffskriegs gegen das Russische Kaiserreich (1904–1905) war Bobrinskaja Mitarbeiterin des Roten Kreuzes und wurde ausgezeichnet. Nach dem Tod ihres Vaters 1909 erbte sie den Besitz San-Roman bei Monte-Carlo.
Im Ersten Weltkrieg leitete Bobrinskaja eine Abteilung der Militärwohltätigkeitsgesellschaft Weißes Kreuz. Nach der Oktoberrevolution im Bürgerkrieg lebte sie in Krasnodar. Um die Bedingungen des Lebens in der Etappe und die Lage der Armee zu erkunden, ging sie mit drei Krankenschwestern nach Gurjew am Fluss Ural. Dort war sie durch die sich verschlechternde Lage gezwungen, an dem schweren Marsch von Resten der Uralarmee unter dem Kommando Ataman Wladimir Tolstows entlang der Ostküste des Kaspischen Meers von Januar bis März 1920 nach Fort-Alexandrowski teilzunehmen. Bei ihrer Ankunft erkrankte sie an Typhus und starb am 20. März 1920.